# Polder ten noorden van Aduarderzijl
De Polder ten noorden van Aduarderzijl is een voormalig waterschap in de provincie Groningen.
Geertsma noemt de polder en meldt dat deze ten noorden van Aduarderzijl was gelegen (feitelijk was het ten noorden van Ons Behoud en daarmee ten oosten van Aduarderzijl), maar dat deze na de afsluiting van het Reitdiep in 1877 geheel vervallen is.
In 1913 werden de gronden toegevoegd aan het waterschap Reitdiep.
Waterstaatkundig gezien ligt het gebied sinds 1995 binnen dat van het waterschap Noorderzijlvest.